# 冪集合公理
数学における冪集合公理（べきしゅうごうこうり、英: axiom of power set）とは、公理的集合論のツェルメロ＝フレンケルの公理系の一つである。
ツェルメロ＝フレンケルの公理系の形式言語において、この公理は次のように記述される：
{\displaystyle \forall A\,\exists P\,\forall B\,[B\in P\iff \forall C\,(C\in B\Rightarrow C\in A)]}
ここで P は A の冪集合 {\displaystyle {\mathcal {P}}(A)} を表す。この公理を通常の言葉で言い直すと、次のようになる：
任意の集合 A が与えられたとき、ある集合 {\displaystyle {\mathcal {P}}(A)} が存在し、 B のすべての元が A の元でもあるとき、またそのときに限り、 B が {\displaystyle {\mathcal {P}}(A)} に属する。
部分集合関係は公理的に定義されるため、形式言語において部分集合は用いられない。実際、公理はお互い独立なものでなければならない。外延性公理により、上記の集合は一意であり、このことはすべての集合に冪集合が存在することを意味する。
冪集合公理は集合論のほとんどの公理化において現れる。それは一般に問題を生じさせるものではないが、構成的集合論においては可述性（predicativity）に関する懸念を解消するためにより弱いバージョンの冪集合公理が好まれている。

## 帰結
冪集合公理は、二つの集合 {\displaystyle X} と {\displaystyle Y} に対し、次のようなデカルト積の簡単な定義を許す：
{\displaystyle X\times Y=\{(x,y);\ x\in X\land y\in Y\}.}
ここで
{\displaystyle x,y\in X\cup Y,}
{\displaystyle \{x\},\{x,y\}\in {\mathcal {P}}(X\cup Y),}
{\displaystyle (x,y):=\{\{x\},\{x,y\}\}\in {\mathcal {P}}({\mathcal {P}}(X\cup Y))}
であり、
{\displaystyle X\times Y\subseteq {\mathcal {P}}({\mathcal {P}}(X\cup Y))}
であるため、このデカルト積は集合であることに注意されたい。
任意の有限集合の類に対しても、デカルト積を次のように帰納的に定義することが出来る：
{\displaystyle X_{1}\times \cdots \times X_{n}:=(X_{1}\times \cdots \times X_{n-1})\times X_{n}.}
デカルト積の存在は、クリプキ＝プラテクの集合論におけるように、冪集合公理を用いなくても証明できることに注意されたい。